# Shinichi Osawa
Shinichi Osawa (大沢 伸一 Ōsawa Shin'ichi), também conhecido como Mondo Grosso, é um músico japonês atualmente ligado à gravadora "Rhythm Zone" da Avex Trax. Anteriormente, ele possuía contrato assinado com a FEARLESS RECORDS, uma divisão da Sony Music Japan, e lançou álbuns sob o título de 'Mondo Grosso', que é um nome italiano para "mundo grande". Ele nasceu em 7 de fevereiro de 1967, em Ōtsu. Ao longo de sua carreira, Osawa trabalhou em gêneros de acid jazz ao house, com fortes influências de club music, embora seu trabalho mais recente tenha sido no gênero de electro house. A HMV Japan classificou Mondo Grosso na 95ª posição em sua lista "Top 100 Artistas Pop Japoneses" e Shinichi Osawa está classificado como 1º DJ de electro house no Japão e em 2º lugar na classificação geral pelo TopDeejays.com.

## Discografia

### Mini-álbuns
| 1993 | Marble                        |
| 1994 | Invisible Man                 |
| 1995 | Pieces From the Editing Floor |

### Álbuns como líder do Mondo Grosso
| 1993 | Mondo Grosso Etc. |
| 1995 | Born Free         |

### Álbuns solo
| 1998 | Closer                 |
| 2000 | MG4                    |
| 2003 | Next Wave              |
| 2007 | The One                |
| 2010 | SO2                    |
| 2017 | 何度でも新しく生まれる |

### Álbuns ao vivo
| 1995 | The European Expedition         |
| 2004 | "Live on the Next Wave (1 e 2)" |

### Álbuns de remixes
| 1996 | Diggin' Into The Real                 |
| 1998 | The Man From The Sakura Hills         |
| 2000 | Mondo Grosso Best Remixes             |
| 2001 | MG4R                                  |
| 2003 | Henshin                               |
| 2008 | The One+                              |
| 2009 | TEPPAN-YAKI - A Collection of Remixes |

### Singles
| 1995 | "Oh Lord, Let Me do No Wrong"                                  |
| 1995 | "Family"                                                       |
| 1997 | "Laughter in The Rain"                                         |
| 1997 | "Everyday Life/Thing Keep Changin"'                            |
| 2000 | "Life" (feat. Bird)                                            |
| 2000 | "Butterfly"                                                    |
| 2000 | "Now You Know Better"                                          |
| 2001 | "Don't Let Go"                                                 |
| 2002 | "Blz"                                                          |
| 2002 | "Everything Needs Love" (feat. BoA)                            |
| 2003 | "Shinin'"                                                      |
| 2003 | "Hikari" (光, Light)                                           |
| 2007 | "Our Song"                                                     |
| 2008 | "Star Guitar" (versão cover da faixa de The Chemical Brothers) |
| 2008 | "Push"                                                         |
| 2008 | "Main Street Electrical Parade"                                |
| 2009 | "EEAA"                                                         |
| 2009 | "Love Will Guide You"                                          |
| 2017 | Labyrinth (ラビリンス)                                         |

### Álbuns de colaboração
| 2011 | Singapore Swing (com Paul Chambers) |

### Compilações
| 2000 | Sakurahills Disco 3000        |
| 2004 | Make the Style 'drivin' slow' |
| 2009 | Teppan Yaki                   |

### Mixes
| 2003 | Fearless"THE HOUSE"         |
| 2004 | Mix the Vibe～STREET KING～ |
| 2005 | Fearless 4/4 Rockers        |
| 2006 | Kitsune Udon                |

### Remixes
| 2000 | Jackson 5 - "Never Can Say Goodbye"            |
| 2006 | Christopher & Raphael Just - "Popper"          |
| 2006 | Plaid - "White's Dream"                        |
| 2006 | Anna Tsuchiya - "Ah Ah"                        |
| 2007 | Boys Noize - "Feel Good (TV = OFF)"            |
| 2007 | Mighty Dub Kats - "Magic Carpet Ride 07'"      |
| 2007 | 鉄コン筋クリート - "White's Dream"             |
| 2007 | Digitalism - "Pogo"                            |
| 2007 | Clazziquai Project - "Prayers"                 |
| 2007 | Bunny Lake - "Strobe Love"                     |
| 2007 | Kap10Kurt - "Dangerseekers"                    |
| 2007 | Thomas Anderson - "Washing Up"                 |
| 2008 | Ayumi Hamasaki - "Startin"                     |
| 2008 | Felix Da Housecat - "Radio"                    |
| 2008 | Rubies - "Stand In A Line"                     |
| 2008 | TVMR - "Bowie In The Bronx"                    |
| 2008 | De De Mouse - "Light Night Dance"              |
| 2008 | The Subs - "Papillon"                          |
| 2008 | MINMI - "Perfect Vision"                       |
| 2008 | Popular Computer - "Lost & Found"              |
| 2008 | The Whip - "Blackout"                          |
| 2008 | Cazals - "Poor Innocent Boys"                  |
| 2008 | Alex Gopher - "Aurora"                         |
| 2009 | Bag Raiders - "Turbo Love"                     |
| 2009 | Van She - "Kelly"                              |
| 2009 | Girl Next Door - "情熱の代償"                  |
| 2009 | DJ Ozma - "Masurao"                            |
| 2009 | Lost Valentinos - "Thief"                      |
| 2009 | The Young Punx - "Rock Star"                   |
| 2009 | Hac Mac - "B B Girls B B Boys"                 |
| 2009 | Benny Benassi vs. Iggy Pop - "Electro Sixteen" |
| 2010 | globe - "DEPARTURES"                           |
| 2011 | Vandroid - "We Exist"                          |
| 2011 | Ayumi Hamasaki - "Appears"                     |
| 2012 | moumoon - "Sunshine Girl"                      |
| 2012 | moumoon - "Chu Chu"                            |
| 2012 | Ayumi Hamasaki - "You & Me"                    |
| 2013 | The M Machine - "Tiny Anthem"                  |

### Obras como produtor e compositor
| 1999 | Bird (para Bird)                  |
| 2000 | Mindtravel (para Bird)            |
| 2005 | nobuchikaeri (para Eri Nobuchika) |
| 2012 | LADY MIND (para Nami Tamaki)      |
| 2012 | PARADISE (para Nami Tamaki)       |
| 2013 | Heaven (para After School)        |